# ミス・ユニバース2015
ミス・ユニバース2015（Miss Universe 2015、第64回ミス・ユニバース世界大会）は2015年12月20日にアメリカ合衆国ネバダ州ラスベガスのジ・アクシスで開催された。最後にフィリピンのピア・ウォルツバックが優勝し、コロンビアのパウリナ・ベガから後継者として栄冠を授けられた。80か国の代表たちが栄冠を目指して競った。日本からは宮本エリアナが出場し、トップ10に入賞した。
これはWME/IMGがオーナーになって開かれた初のミス・ユニバース大会だった。彼らは2015年9月14日にドナルド・トランプからミス・ユニバース機構を買収した。その3日前にNBCユニバーサルはミス・ユニバースとミスUSA大会のテレビ放送契約を打ち切ったことに対してトランプが8月に起こした債務不履行の訴えを取り下げるのと引き換えに、機構の利益の50パーセントをトランプに売っていた。したがって、これはフォックス放送とアステカが初めて放送したミス・ユニバースでもある。前者は大会の英語放送ネットワークのNBCと持ち主のNBCユニバーサル、後者はスペイン語放送ネットワークのウニマスと持ち主のユニビジョン・コミュニケーションズに取って代わった。ウニマスとユニビジョン・コミュニケーションズはトランプが6月16日のスピーチで行なったメキシコ移民についての発言に反発し、大会の放送権を放棄していた。
スティーヴ・ハーヴィーが優勝者の名前を発表する時に間違えたため、放送は世界中のメディアの注目を浴びた。発表する時、ハーヴィーはミス・コロンビアのアリアドナ・グティエレスを優勝者として告げた。アドリアナが前年のミス・ユニバースから栄冠を受けようとするとハーヴィーは割って入り、「私は謝らなくてはならない」と言った。ハーヴィーはミス・コロンビアは「（優勝者を除いて）第1位」であり、ミス・フィリピンが本当の優勝者であると言った。彼は後に、優勝者の名前を読む時に2人の名前がカードにあり、ミス・コロンビアの名前のそばの「1」にだけ注意が行ってしまったために間違えたと述べた。

## 最終結果

### 入賞者
| 最終結果             | 参加者 |
| -------------------- | --- |

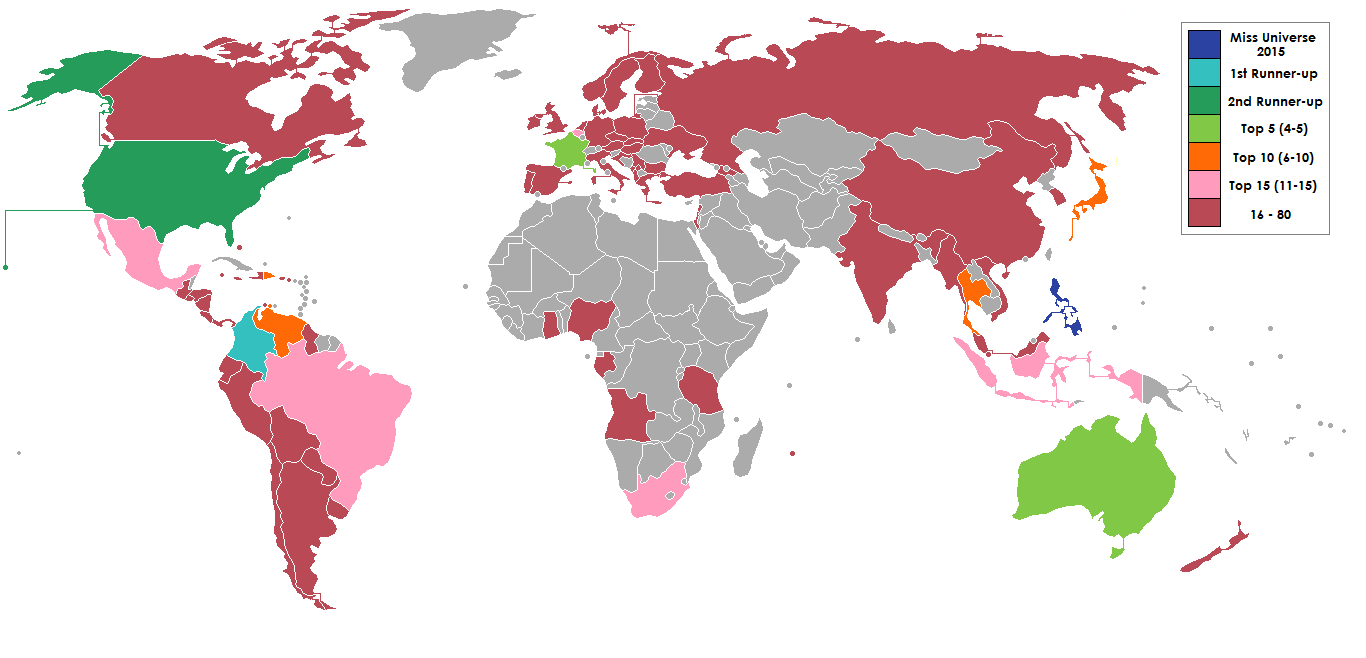
ミス・ユニバース2015の結果

| ミス・ユニバース2015 | - フィリピン – ピア・ウォルツバック（Pia Wurtzbach） |
| 第2位                | - コロンビア – アリアドナ・グティエレス（Ariadna Gutiérrez） |
| 第3位                | - アメリカ – オリビア・ジョーダン（Olivia Jordan） |
| トップ5              | - オーストラリア – モニカ・ラドゥロヴィチ（Monika Radulovic） - フランス – フローラ・コクレル（Flora Coquerel）                                                                                 |
| トップ10             | - キュラソー島 – カニーシャ・スロイス - ドミニカ共和国 – クラリッサ・モリーナ - 日本 – 宮本エリアナ - タイ – アニポーン・チャレームプラナウォン - ベネズエラ– マリアナ・ヒメネス                |
| トップ15             | - ベルギー – アネリース・トロス - ブラジル – マルティナ・ブラント - インドネシア – アニンディア・クスマ・プトゥリ - メキシコ – ウェンドリー・エスパーサ - 南アフリカ – リフィルウェ・ムチムニエ |

### 特別賞
- ミス・コンジニアリティ -  ホイットニー・シコンゴ（ アンゴラ）
- ベスト・ナショナル・コスチューム - アニポーン・チャレームプラナウォン（ タイ）
- ミス・フォトジェニック - サマンサ・マクラング（ ニュージーランド）